# Balineses
O povo balinês (em indonésio: Suku Bali) são um grupo étnico do Sudeste Asiático nativo da ilha indonésia de Bali. A população balinesa é de 4,2 milhões (1,7% da população da Indonésia ) vive principalmente na ilha de Bali, representando 89% da população da ilha. Existem também populações significativas na ilha de Lombok e nas regiões mais orientais de Java (por exemplo, a regência de Banyuwangi).

## Origens

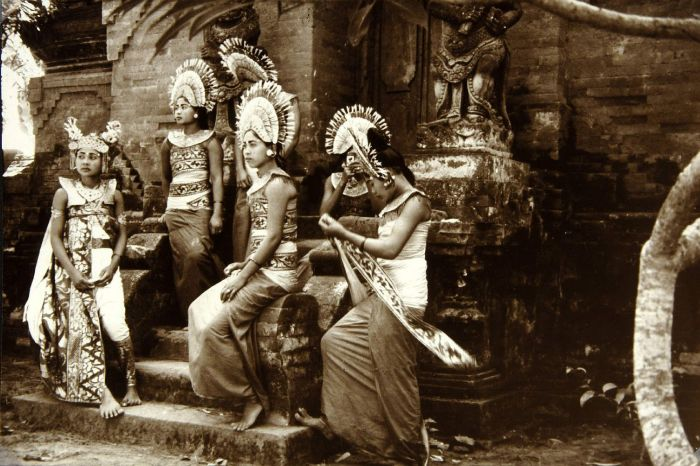
Dançarinos balineses, por volta de 1920-1940

Os balineses originaram-se de três períodos de migração. As primeiras ondas de imigrantes vieram de Java e Kalimantan em tempos pré-históricos e eram de origem proto-malaia. A segunda onda de balineses veio lentamente ao longo dos anos de Java durante o período hindu. A terceira e última onda veio de Java, entre os séculos XV e XVI, mais ou menos na mesma época da conversão ao Islã em Java, fazendo com que aristocratas e camponeses fugissem para Bali após o colapso do Império Javanês Hindu Majapahit para escapar da conversão islâmica forçada pelo Sultanato de Matarão. Isso, por sua vez, reformulou a cultura balinesa em uma forma sincrética da cultura javanesa clássica misturada com muitos elementos balineses.
Um estudo de DNA em 2005 por Karafet et al., descobriu que 12% dos cromossomos Y balineses são de provável origem indiana, enquanto 84% são de provável origem austronésia e 2% de provável origem melanésia. De acordo com um estudo genético recente, os balineses, juntamente com os javaneses e sundaneses, têm quase uma proporçmelanésiosão igual de marcadores genéticos compartilhados entre as heranças austronésia e austro-asiática.
A cultura balinesa é uma mistura da religião hindu-budista balinesa e costumes balineses. É talvez mais conhecida por sua dança, drama e escultura. A ilha também é conhecida por seu Wayang kulit ou teatro de sombras. Mesmo em aldeias rurais e negligenciadas, belos templos são uma visão comum; assim como os habilidosos tocadores de gamelão e atores talentosos. Até mesmo pedaços de folhas de palmeira e arranjos de frutas feitos como oferendas por mulheres balinesas têm um lado artístico. Segundo o historiador de arte mexicano José Miguel Covarrubias, as obras de arte feitas por artistas amadores balineses são consideradas uma forma de oferenda espiritual e, portanto, esses artistas não se preocupam com o reconhecimento de suas obras. Os artistas balineses também são hábeis em duplicar obras de arte, como esculturas que lembram divindades chinesas ou decorar veículos com base no que é visto em revistas estrangeiras.
A cultura é conhecida pelo uso do gamelão na música e em vários eventos tradicionais da sociedade balinesa. Cada tipo de música é designado para um tipo específico de evento. Por exemplo, a música para um piodalan (celebração de aniversário) é diferente da música usada para uma cerimônia de metatah (ranger de dentes), assim como para casamentos, Ngaben (cerimônia de cremação dos mortos), Melasti (ritual de purificação) e assim por diante. Os diversos tipos de gamelão também são especificados de acordo com os diferentes tipos de dança em Bali. Segundo Walter Spies, a arte de dançar é parte integrante da vida balinesa, bem como um elemento crítico sem fim em uma série de cerimônias ou por interesses pessoais.
Tradicionalmente, exibir seios femininos não é considerado obceno. As mulheres balinesas muitas vezes podem ser vistas com seios nus; no entanto, uma exibição da coxa é considerada indecente. Na Bali moderna, esses costumes normalmente não são estritamente observados, mas os visitantes dos templos balineses são aconselhados a cobrir as pernas.
No sistema de nomenclatura balinês, a posição de nascimento ou casta de uma pessoa é refletida no nome.

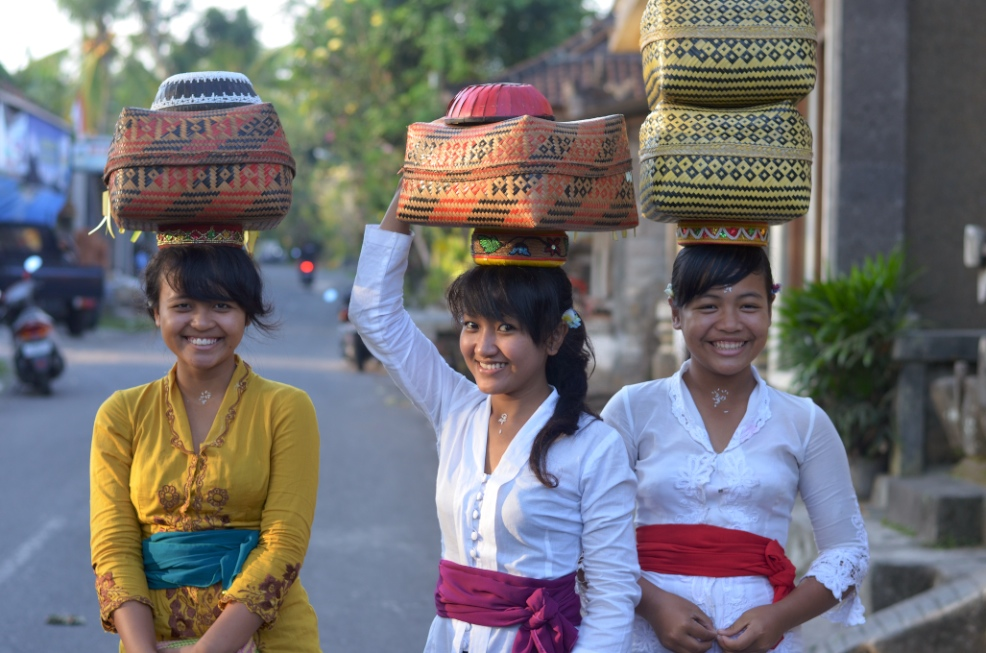
Garotas balinesas vestindo kebaya
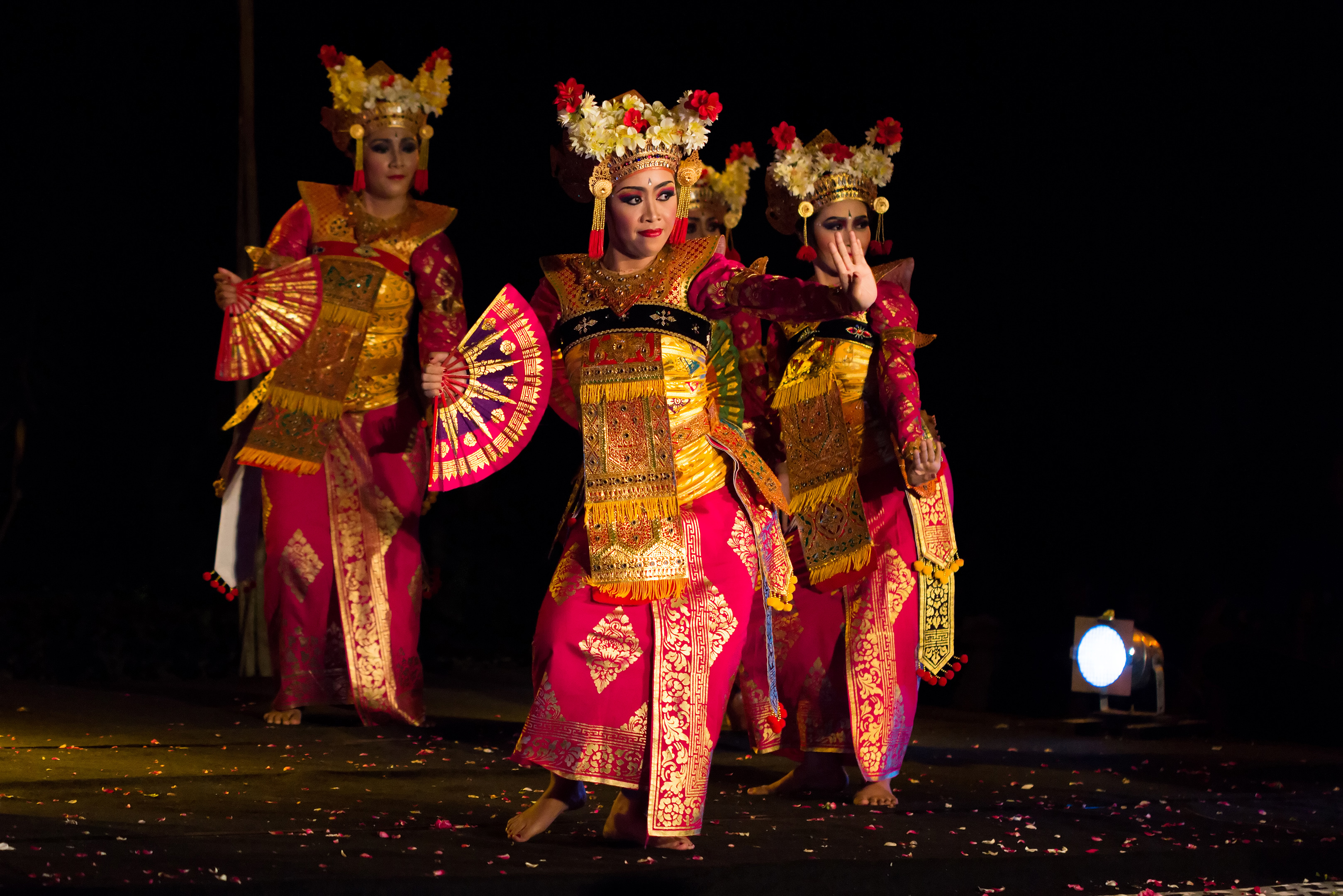
Dança Legong
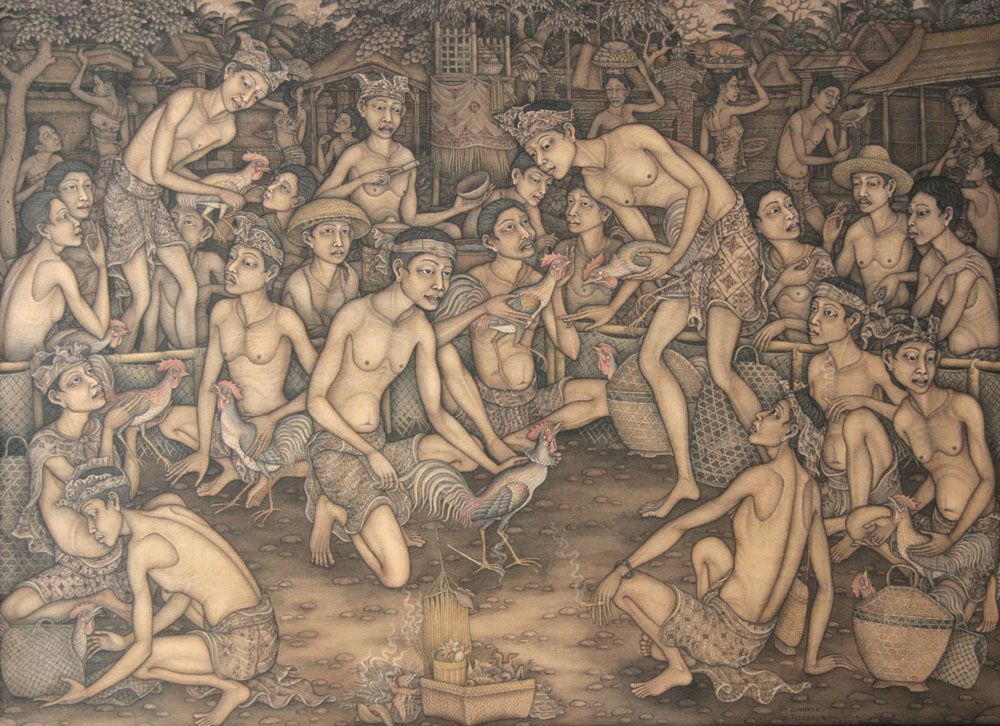
Pintura balinesa
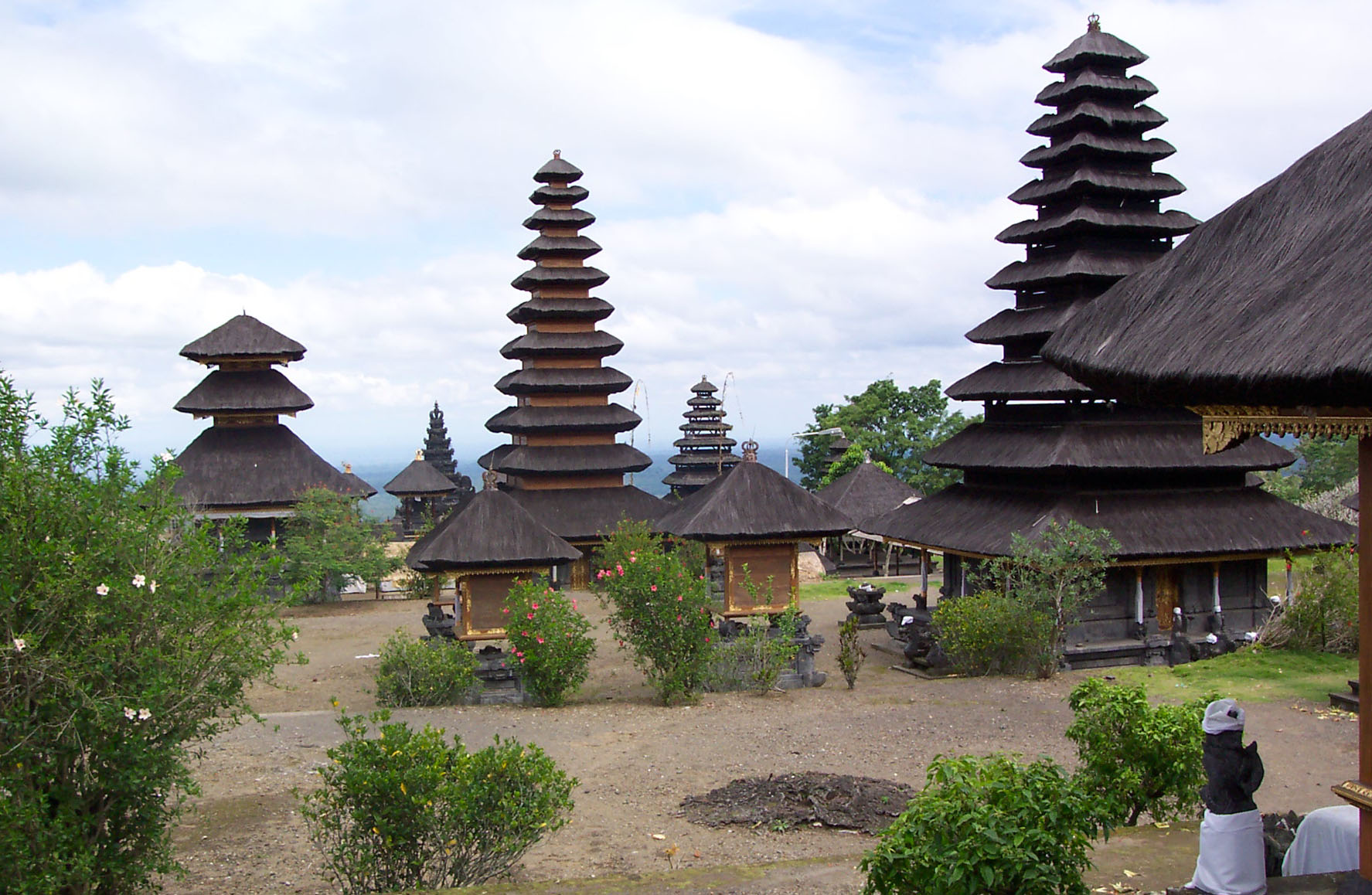
Templo de Besakih
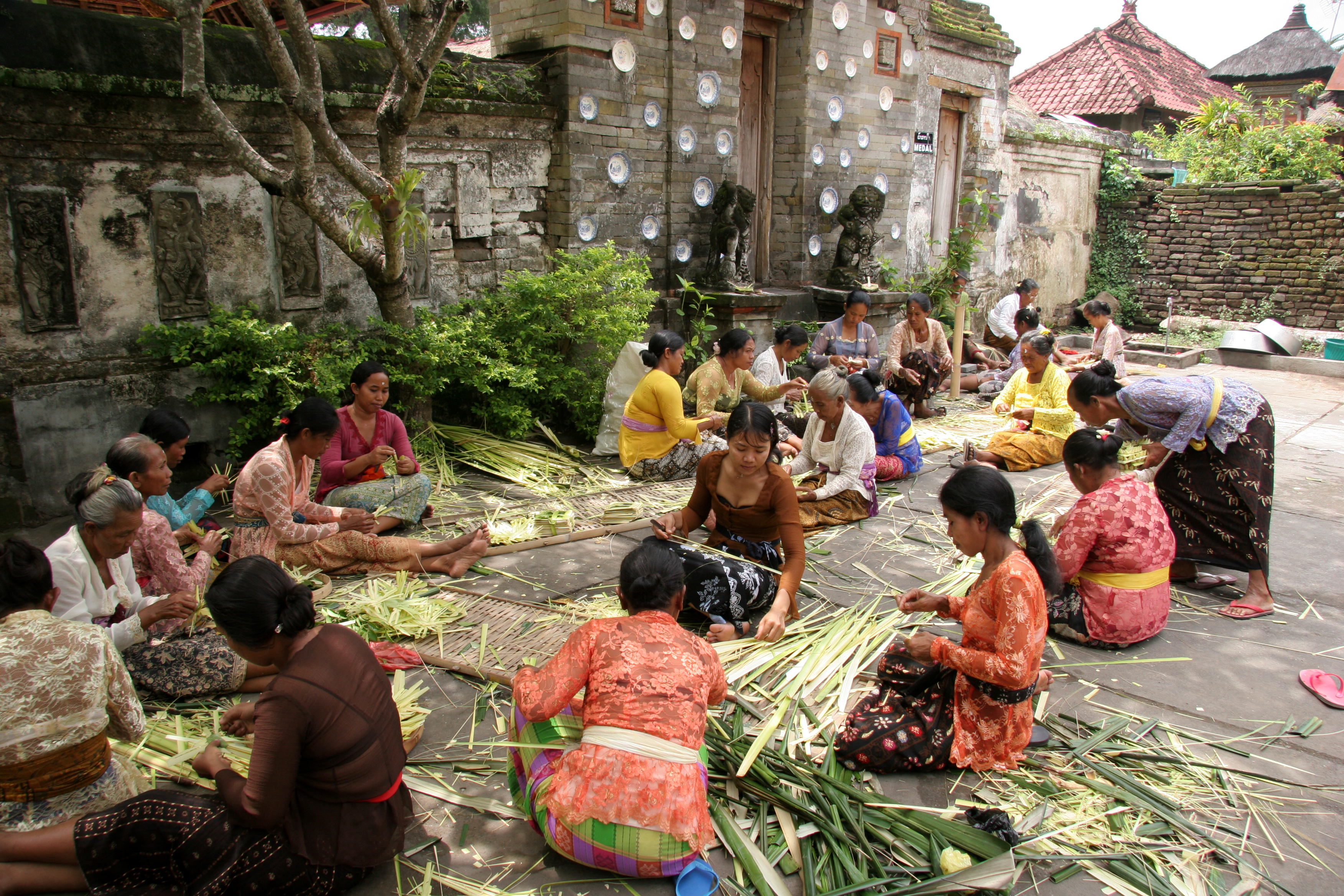
Mulheres balinesas se preparando para um festival religioso

## Religião
A grande maioria dos balineses acredita em Agama Tirta, "religião da água benta". É um culto a Xiva do hinduísmo. Sacerdotes indianos itinerantes introduziram as pessoas à literatura sagrada do hinduísmo e do budismo séculos atrás. O povo o aceitou e o combinou com suas próprias mitologias pré-hindus. Os balineses de antes da terceira onda de imigração, conhecidos como Bali Aga, em sua maioria não são seguidores de Agama Tirta, mas mantêm suas próprias tradições animistas.

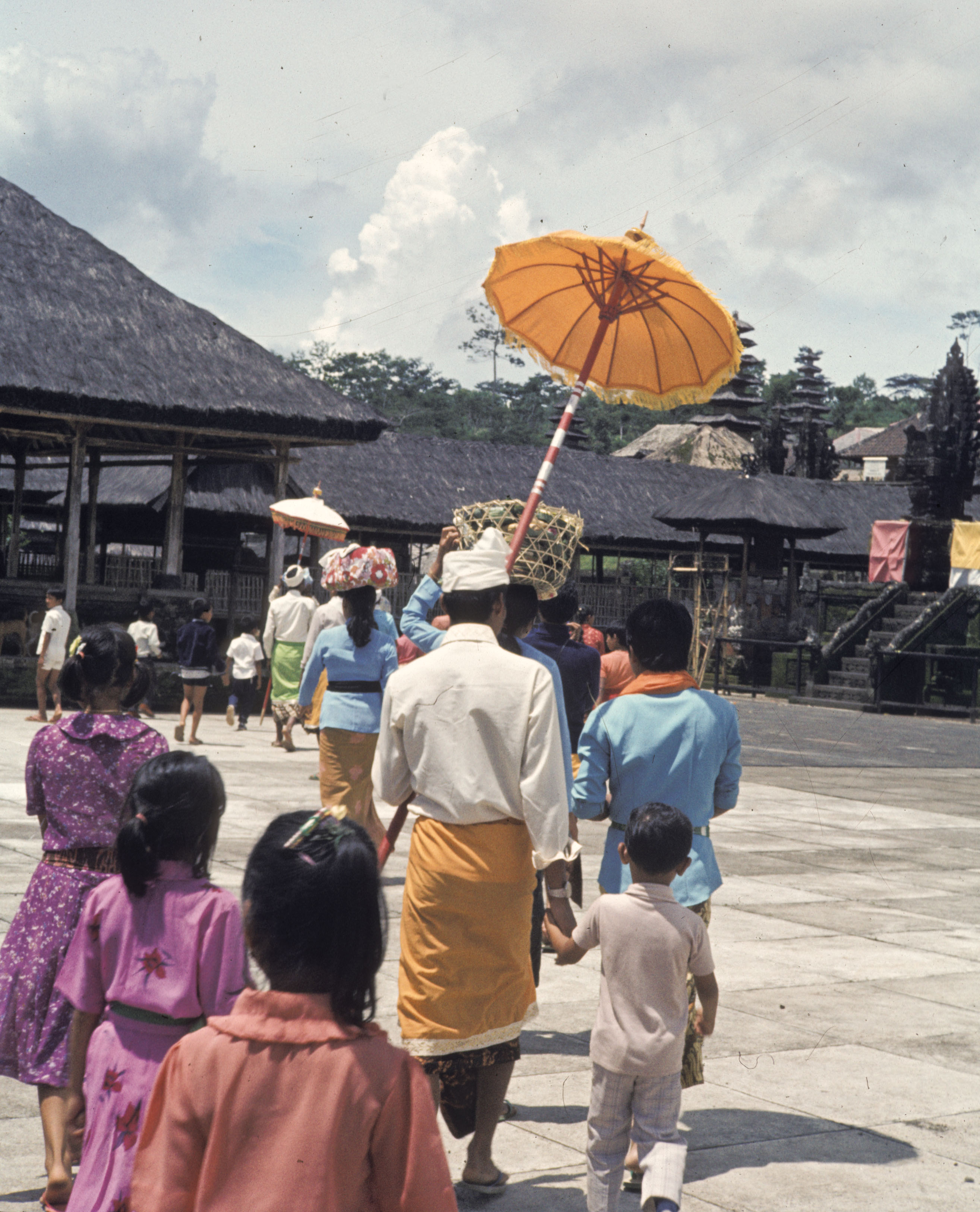
Balineses trazendo oferendas ao pura (templo)

A agricultura de arroz em campos inundados é um dos pilares da produção de alimentos balineses. Este sistema de agricultura é extremamente intensivo em água e requer uma rede substancial de irrigação para ser eficaz como estratégia de subsistência em Bali. Existe um sistema de redes de irrigação (subak) para redistribuir o acesso à água em Bali. Essa rede de túneis subterrâneos e canais desvia a água de fontes naturais de água para os arrozais.
O sistema de redistribuição cooperativa da água está vinculado às práticas religiosas e culturais entre os balineses e representa um sistema econômico baseado na obrigação mútua e administrado pelo pessoal dos templos da água (Pura Tirta). Oficiais religiosos desses templos de água exercem pressão espiritual e cultural sobre os participantes desse sistema e garantem sua continuidade. Estes templos de água localizam-se em grande parte nos locais das redes de irrigação e gerem a distribuição de água das nascentes montanhosas da ilha para as zonas baixas onde a água é demasiado escassa para o cultivo natural do arroz.
Há evidências de que este sistema se desenvolveu já no século XI e está em uso contínuo desde então. Evidências genéticas indicam que esse sistema se espalhou ao longo de linhas de parentesco à medida que os aldeões agrícolas originais de Bali se espalharam de áreas onde o cultivo em arrozais inundados se originou para áreas menos favoráveis ao clima da ilha. O prestígio cultural de certos Pura Titra se correlaciona em grande parte com sua posição dentro do sistema subak, com templos localizados nas principais fontes de água tendo influência cultural significativa. A realeza se associou a grandes templos desse tipo, para vincular seu próprio prestígio ao do Pura Titra, e participou das operações dos templos de água como meio de ganhar influência na sociedade.
Este sistema de infra-estrutura física representa uma rede durável de crenças que encoraja sua continuação pelas pessoas que participam e fornece um mecanismo de nivelamento onde pessoas que de outra forma seriam incapazes de participar da agricultura de arroz úmido podem participar das mesmas atividades de subsistência que aquelas que vivem em regiões mais naturalmente favoráveis ao crescimento de culturas com uso intensivo de água.

## Festivais
Os balineses celebram vários festivais, incluindo o Carnaval de Cuta, o Festival da Aldeia de Sanur e o Festival de Pipas de Bali, onde os participantes empinam pipas em forma de peixe, pássaro e folha enquanto uma orquestra toca música tradicional.